# Centerville (Georgie)
Centerville je město v Houston County, v Georgii, ve Spojených státech amerických. V roce 2011 žilo ve městě 7195 obyvatel.

## Demografie
Podle sčítání lidí v roce 2000 žilo ve městě 4278 obyvatel, 1595 domácností a 1248 rodin. V roce 2011 žilo ve městě 3503 mužů (48,7%), a 3692 žen (51,3%). Průměrný věk obyvatele je 37 let.